# 芜湖市第十一中学
芜湖市第十一中学又名安徽师范大学附属外国语学校，为位于中国安徽省芜湖市的一座公立全日制完全中学，校址位于镜湖区狮子山顶。

## 历史
该校创始于清光绪二十五年（1899年）由中华圣公会利用清政府庚子赔款所创办的广益学堂（后易名圣雅各中学，在芜湖地方史料中亦写作“圣雅阁”），亦为圣雅各教堂附设的教会学校，最初在石桥港设立初中部（亦名圣公会学校），1910年在狮子山增设高中部，首任校长为美籍瑞典人卢义德。学校最初设有圣经、神学等课程，并重视英语教学，1927年停办。1933年复课并易名为广益中学，利用狮子山和石桥港的校址分设男子部和女子部，1937年学校因侵华日军占领芜湖而迁至泾县茂林，1947年回迁并于石桥港校址复校，而原在安庆办学的培德女中则迁至狮子山校址办学，1949年后培德女中被相继改为安徽大学附中、安徽师范学院附中等，1959年定为今名（文革时曾一度改称延安中学，1972年恢复），原石桥港校址则被改为芜湖市第十中学。2002年6月开始增挂安徽师范大学附属外国语学校校牌。

## 校园
该校为省级花园式学校，校园内仍存有建校初期的三栋建筑，包括居中的圣雅各学堂及位于两侧的义德楼和经芳堂。圣雅各学堂为建于1910年的西式楼房，位于校园内最高处，今为办公大楼，其主体部分为三层，钟楼为五层，钟楼的样式被认为具有哥特式建筑风格。义德楼和经芳堂均为两层楼房，今为多媒体教室，前者建于1924年，用于纪念学校创始人卢义德，因王稼祥曾在此求学故又名“王稼祥读书处”，后者由李经芳捐资建于1936年，又名“一九三六堂”。建筑均采用红色清水砖墙、木地板和铁皮屋顶，除此之外的其他建筑包括教学楼五座，理化生实验楼和微电脑活动中心楼各一座。

## 历任校长
- 圣雅各中学时期

高中部：卢义德（美籍瑞典人）、李爱伦（美籍英国人）、蓝斐然（亦译作兰裴然，美国人）
初中部：饶桐荪、李焕文
- 广益中学时期：

男子部：李肇文
女子部：李焕文
- 培德女中狮子山办学时期：刘忠信、赵叔平、吴寿祺

## 知名校友
- 王稼祥，1924—1925年就读圣雅各中学高中部，1986年在校园内建王稼祥纪念园，今为4A级旅游景区。
- 李克农，1914—1917年就读于圣雅各中学。
- 阿英，1912年就读于圣雅各中学。
- 张景钺，1916年毕业于圣雅各中学。